# Gustave Adolph Kerker
Gustave Adolph Kerker (* 28. Februar 1857 in Herford; † 29. Juni 1923 in New York) war ein deutschamerikanischer Komponist.

## Leben
Als Kind einer Musikerfamilie genoss er früh eine musikalische Erziehung und erlernte bereits im Alter von sieben Jahren das Cellospiel. 1867, im Alter von 10 Jahren, emigrieren seine Eltern mit ihm in den Mittleren Osten der USA, nach Louisville, Kentucky. Die schnell wachsenden Industriestadt war kurz zuvor noch im amerikanischen Bürgerkrieg heftig umkämpft gewesen. Der junge Gustav bekam ein amerikanisierendes „e“ an seinen Vornamen gehängt und machte in Louisville bald mit seinem musikalischen Talent auf sich aufmerksam. Als Cellist spielte er bald in einem Orchester und in der lokalen „Deutschen Oper“, dirigierte mit 16 Jahren Webers Freischütz und begann zu komponieren. Er war 22 Jahren alt, als 1879 sein komischer Opernerstling Cadets („Die Kadetten“) aufgeführt wurde und mit bescheidenem Erfolg durch den Süden der USA tourte.
In verschiedenen Stationen als Dirigent lernte Kerker das Repertoire kennen und landete schließlich in New York, wo er am Broadway Dirigent des neu eröffneten Bijou Theatre wurde. Hier adaptierte und arrangierte er Werke anderer Autoren, vor allem europäische Erfolgsstücke, die in den USA keinem Copyright unterstanden. Kerker brachte darin – ganz nach dem Usus der Zeit – auch eigene Musiknummern unter, führte aber auch selbstverfasste „musical comedies“ auf.
1888 wurde er musikalischen Leiter des Casino Theatres, einer der wichtigen Broadwaybühnen der Zeit. Sein Name tauchte nun hier und andernorts am Broadway häufiger als Komponist auf den Theaterzetteln auf. Castles in the Air, eine Offenbach-Adaption von 1890, Venus, 1893 für Boston geschrieben, das ebenfalls von Offenbach inspirierte Kismet (1895), das revueartige In Gay New York (1895), An American Beauty (1896), The Telephone Girl (1897) oder The Man in the Moon (1899) sind einige der modischen Titel dieser Zeit.
In New York komponierte er zwischen 1888 und 1912 insgesamt 29 Musicals, von denen die meisten am Broadway uraufgeführt wurden. Viele dieser Werke waren mit mehr als hundert Vorstellungen recht erfolgreich. Sein Musical The Belle of New York (nach einem Libretto von Hugh Morton), uraufgeführt am 28. September 1897 im Casino Theater konnte am Broadway mit 64 Aufführungen nur einen Achtungserfolg erringen, brachte es am Shaftesbury Theatre in London jedoch auf 697 Vorstellungen. Es wurde 1919 und 1952 verfilmt. Kerkers internationaler Durchbruch war geschafft, zahlreiche europäische und amerikanische Bühnen spielten das Werk, teils in Bearbeitungen, in den folgenden Jahren nach. Die „Belle“ wurde zum Inbegriff der amerikanischen „musical comedy“.
Gustave Kerker schrieb auch Operetten für Wien (Die Eisjungfrau, 1904 und Schneeglöckchen, 1910) und hatte mit The Tourists (1906) noch einen nennenswerten internationalen Erfolg. In späteren Jahren litt er unter den „Machwerken der Wiener Operette“, wie er sie nannte, die in der Folge von
Franz Lehárs Lustiger Witwe, die 1907 als Merry Widow an den Broadway gekommen war, in den USA sein eigenes Schaffen in der Öffentlichkeit verdrängten. Er starb am 29. Juni 1923 im Alter von 66 Jahren in seinem New Yorker Heim an den Folgen eines Schlaganfalls.
Gustave Kerker war einer von neun Gründungsmitgliedern der ASCAP im Jahr 1914 und, wie die beiden weiteren Gründer Jacob Wittmark und Silvio Hein, Freimaurer.

### Stilistik
Gustave Kerker entwickelte in seinen „light operas“ oder „musical comedies“ einen Stil, der die musikalischen Moden der Zeit aufgriff: Zeitgenössische Unterhaltungsmusik mit charakteristischen Nummern. Diese orientierten sich etwa an Jacques Offenbachs und Charles Lecocqs Pariser Erfolgen oder an den viktorianischen „comic operas“ des Autorenteams Gilbert & Sullivan.
Kerker erkannte dabei wichtige Prinzipien, nach denen er seine Werke gestaltete: einprägsame,
nachsingbare Musiknummern, möglichst tänzerisch-rhythmisch ausgeführt. „Einen originalen und individuellen Rhythmus zu haben“, verlautete er 1913 in einem Interview, „ist so natürlich, wie einen individuellen Rhythmus beim Atmen zu haben“. Hinzu kommt das Muss von einfallsreichen Texten und Themen, deren Humor aus lokalem oder tagesaktuellem Bezug heraus entsteht. Das Schwierigste beim Schreiben einer „musical comedy“, so Kerker kokettierend im bereits zitierten Interview, sei es, auf einen passenden Titel zu stoßen,
das Einfachste von allem, dazu die Musik zu schreiben. Gustave Kerker platziert sich mit diesen Prinzipien auf dem Musikmarkt. Gesangsnummern, die instrumental am heimischen Klavier ebenso erklingen können wie im Tanzsaal oder bei Konzerten, Arrangements für Klavier, für Tanz und Konzertorchester seiner Werke, mehrten seinen Bekanntheitsgrad
und sorgten für zusätzliche Einnahmen.

## Werke (Auswahl)
(Quelle: Internet Broadway Database, The Guide to Light Opera & Operetta)
- 1879: The Cadets

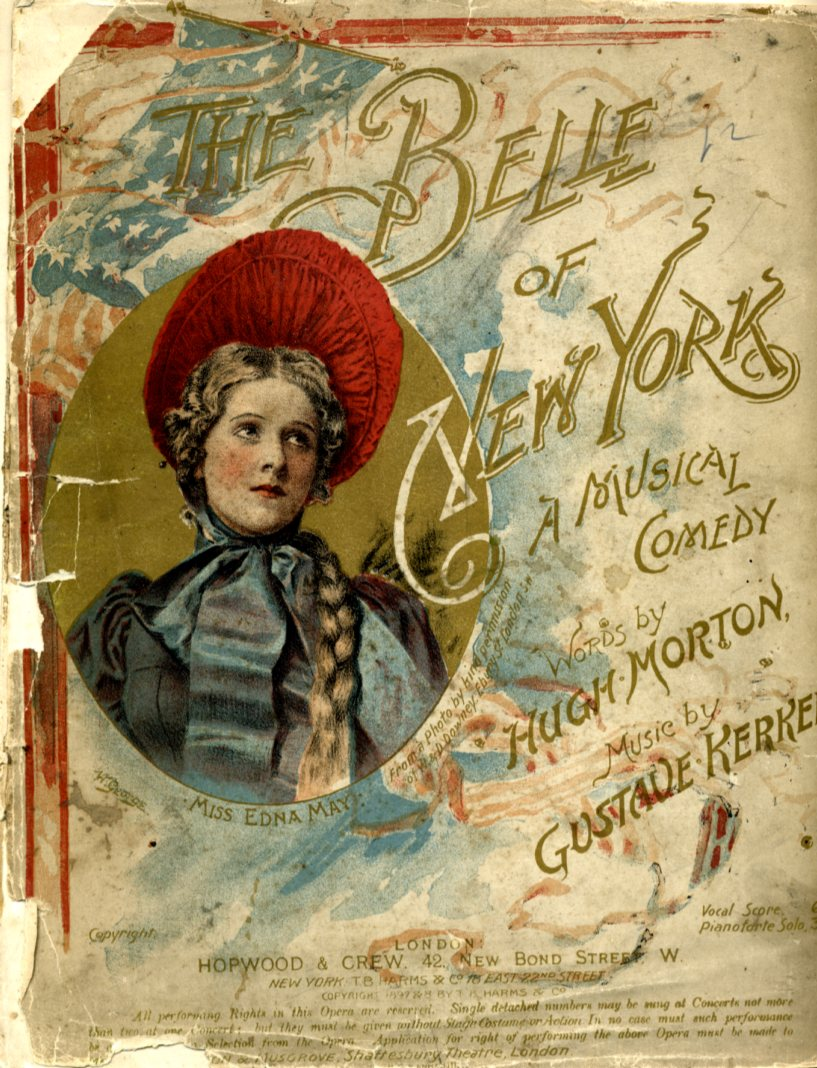
Titelblatt einer Gesangsstimme zur Operette The Belle of New York (o. J.)

- 1888: Pearl of Pekin (Libretto Charles Alfred Byrne)
- 1890: Castles in the Air (Libretto Byrne)
- 1893: Little Christopher Columbus, mit Ivan Caryll, Libretto George Robert Sims und Cecil Raleigh
- 1894: Prince Kam or A Trip to Venus (Libretto Byrne und Louis Harrison)
- 1895: Kismet or Two Tangled Turks (Libretto Richard F. Carroll)
- 1896: In Gay New York (Musikrevue; Libretto Hugh Morton (C. M. S. McLellan?))
- 1896: The Lady Slavey (Libretto George Dance; Texte von Morton)
- 1896: An American Beauty (Libretto Morton)
- 1897: The Whirl of the Town (Musikrevue; Libretto Morton)
- 1897: The Belle of New York (Libretto Morton)
- 1898: Yankee Doodle Dandy (Libretto Morton)
- 1898: The Telephone Girl (Libretto Morton)
- 1899: The Man in the Moon (mit Ludwig Engländer und Reginald de Koven)
- 1901: The Girl from Up There (Libretto Morton)
- 1902: The Billionaire (Libretto Harry B. Smith)
- 1903: The Lobster Song (I Was Walking Round the Ocean) in The Wizard of Oz (Libretto Morton)
- 1903: Winsome Winnie (Mitwirkender; Libretto Edward Jakobowski; Musik größtenteils von Harry Paulton)
- 1904: Burning to Sing, or Singing to Burn. A Very Grand Opera (Libretto R. H. Burnside)
- 1904: Die Eisjungfrau (Wien)
- 1906: The Social Whirl (Libretto Charles Doty und Joseph Herbert; Texte von Herbert)
- 1906: The Tourists (Libretto R. H. Burnside)
- 1907: The White Hen (Libretto Roderic C. Penfield; Texte von Penfield und Paul West)
- 1907: Fascinating Flora (Libretto Burnside und Herbert)
- 1909: Die oberen Zehntausend (Amerikanische Tanzoperette in drei Akten, Text von Julius Freund, Berlin)[4]
- 1910: Schneeglöckchen (Wien)
- 1912: Two Little Brides (Libretto Arthur Anderson und Harold Atteridge)
- 1921: The Whirl of New York, nach The Belle of New York (Libretto Morton und Edgar Smith)